# Kumaripudźa
Kumaripudźa (sanskr. trl. kumārīpūjā, „uczczenie młodej kobiety”, ang. kumaripuja)
– rytuał hinduistyczny pudźa, zawierający oddanie czci Bogini pod postacią wybranej do tego celu dziewczynki, przez wyznawców płci męskiej, jak i żeńskiej.
Gdy dziewczynka zajmie miejsce na specjalnym „tronie”, Bogini jest zapraszana i sprowadzana w nią (analogicznie do rytu sprowadzania bóstwa w nowo instalowany posąg w świątyni). Następnie ma miejsce rytuał pudźi i Bogini odbiera hołd poprzez pośrednictwo dziewczynki (kumari).
Dziewczynka ta jest w sposób uroczysty karmiona i obdarowywana prezentami.